# Château de Meauce
Le château de Meauce est un château d'origine médiévale situé en rive droite de l'Allier sur la commune de Saincaize-Meauce, dans le département de la Nièvre en France.

## Histoire
Construit sur l'emplacement d'une ancienne motte féodale qui dominait l'Allier et dont il a emprunté la structure, le château de Meauce est l'un des plus anciens du Nivernais. Il occupe le lit même de la rivière. Il fait face au château d'Apremont-sur-Allier.
Si les alluvions et la végétation ont amoindri l’escarpement qui le protégeait, on imagine quelle défense idéale pouvait constituer la roche où il s'élevait et dont il tenait son nom. Mis à part le portail ouvert à une époque plus récente à l’emplacement de l’ancien pont-levis, son enceinte ronde qui coiffe l'éperon rocheux n’a rien perdu de son caractère défensif.
Meauce est une terre très ancienne du IXe ou Xe siècle, inféodée au comté de Nevers, qui, dans la paroisse de Saincaize, figure aussi sous les noms de Meaulce, Melse, Meauxe, Melsia ou même Meausse.
Un titre de 1206 fait mention du château de Melse.
Selon des écrits du XIXe siècle, Meauce apparaît avoir été fondé par saint Louis en récompense du retour d’Hugues de Meauce aveuglé après sa participation à la septième croisade. S'il est permis d'émettre des doutes sur sa royale origine, Hugues épouse Isabeau de Sully, de sang royal, et il est constant de lire qu'à une époque fort reculée une demeure royale a existé sur le « Rochefort ».
Édifié sur le rocher de Rochefort, dont les eaux baignent la base, le château de Meauce ou Melsia (on ne sait à quelle époque il a porté définitivement le nom de Meauce) semble avoir été construit au XIIe siècle à la suite des études archéologiques menées par le Centre d’Etudes Médiévales d’Auxerre[réf. nécessaire]. En partie détruit au cours des premiers épisodes de la guerre de Cent Ans par les Anglais qui ravagèrent la région en 1360 et en 1370, il est reconstruit aux environs de 1383. Un titre de cette époque fait état de l'acquisition d’un pré dans l’enceinte des fossés de Melsia nouvellement édifié.
Entouré de fossés alimentés par les eaux de l'Allier et par la suite par le ruisseau de Rochefort et fortifié d’une enceinte circulaire, il constituait un point stratégique que se disputaient l'armée royale et les Anglo-Bourguignons.
L'édification première de Meauce serait peut être antérieure à celle de saint Louis, mais le château actuel ne serait qu'une reconstruction de l'ancien.

## Description

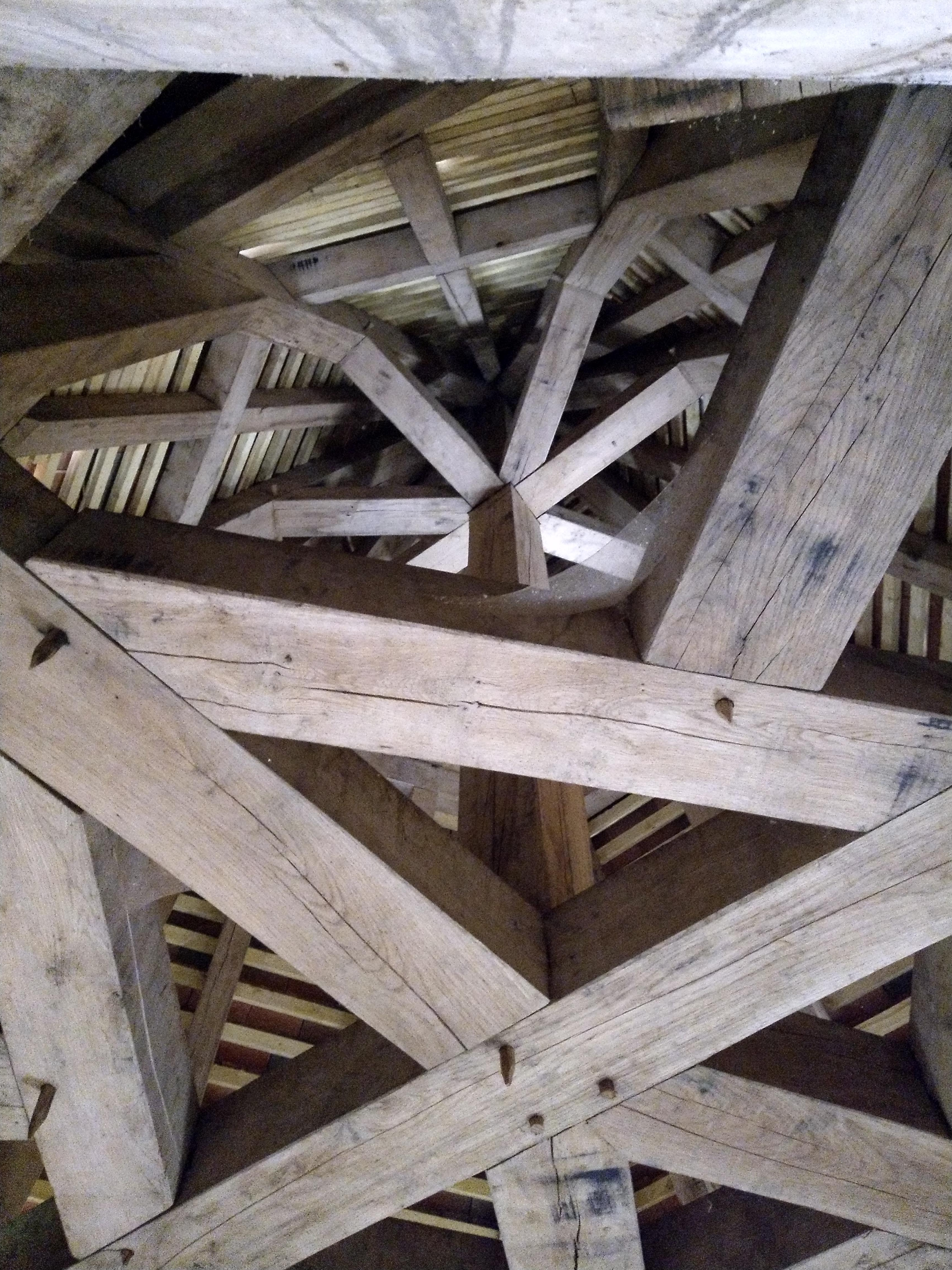
La charpente du chateau de Meauce. Juillet 2020.

Sa forme circulaire et polygonale lui donne l’apparence d’une immense tour.
Les fossés ont presque complètement disparu et les alluvions ont éloigné le cours même de l'Allier du château.
Il se présente sous l'aspect d’un château rond renfermant une cour intérieure. De la forteresse primitive, il ne reste que des murs épais de l'enceinte, murs qui par endroits ont plus de 3 mètres d'épaisseur et auxquels des bâtiments de diverses époques ont été appuyés.
Des remaniements importants ont été effectués au XVe siècle et les bâtiments de la cour intérieure ont été construits en grande partie au XVIIe siècle.
L’élément le plus élégant de la cour intérieure est une tour hexagonale à pans comportant à sa partie supérieure une pièce carrée dont les angles sont en encorbellement. Elle est flanquée d’une tourelle en surplomb à cul-de-lampe mouluré, abritant un escalier qui menait à la guette. Cet escalier est classé monument historique.
Les anciennes archères ont été ouvertes en fenêtres carrées dont les unes sont moulurées et les autres, à moulures piriformes, offrent des croisillons. Ces fenêtres ont été ouvertes à l'ouest et au sud.
La porte de la tour est surmontée d'un arc ogival orné d’un écusson et de lambrequins détériorés lors de la Révolution française. On peut retrouver les traces d’un écusson au-dessus de l'une des fenêtres extérieures du sud-est.
Le château de Meauce avait sa chapelle particulière. La présence d’une fenêtre ogivale nous en donne la preuve. Elle se trouvait au premier étage et avait un autel en bois.
Disposition des pièces du château : au rez-de-chaussée se trouve une grande pièce ; au premier étage, il y a trois chambres avec garde-robe et la chapelle ; au second étage, il y a aussi trois chambres. Le grenier servait d'entrepôt.
Le château a fait l'objet d'un classement comme monument historique en 1923, étendu par arrêté le 16 août 1971. La protection porte sur les façades et les toitures, les vestiges d'une cheminée et l'escalier de la tourelle ci-dessus mentionnée. Le reste du château est inscrit en 2016, avant d'être entièrement classé en 2017 (ensemble du château, des douves, des granges et écuries, du clos médiéval et du pigeonnier). La double allée de tilleuls et l'allée d'entrée font également partie des éléments classés monuments historiques.

## Propriétaires du château de Meauce
En l’an 1070, le fief de Meauce est inféodé au comté de Nevers.
En 1248, Hugues Ier de Meauce en est seigneur au moment où il part en croisade avec saint Louis ; il sera aveuglé à Damiette.
Lui succéderont Hugues II, seigneur de Meauce et Trémigny de 1254 à 1281, Hugues III de 1296 à 1330, puis Guillaume de 1330 à 1349.
En 1349, le fief passe à Étienne de Monturuc, neveu et familier du Pape Innocent VI. Son fils fait passer Meauce à Renaud de Roffignac, dont le fils reprendra la charge.
Bonne d'Artois, comtesse de Nevers, y installe une garnison vers les années 1420, garnison qui, en 1422, est sous les ordres de Jean de La Rivière[Qui ?].
Trois ans après le traité d'Amiens (1423), Guyot de Roffignac reprend possession du fief de Meauce et sa famille le conserve pendant un siècle et demi.
Meauce appartient à la famille Merigot de 1690 à 1772. Le château a été adjugé le 28 janvier 1690 à Anne Voillaud, femme de Jean-Baptiste Merigot, intendant du duc de Nevers.
Il est revendu en 1772 à Benoît Moreau des Marais, maître de forges. Il passe par alliance à la famille Tiersonnier, dont certains membres sont enterrés dans la petite chapelle du village de Meauce. Il est vendu ensuite à Jean Devaivre (1912-2004), réalisateur de cinéma, résistant sous le nom de Janus, dont la vie est interprétée dans le film Laissez-passer de Bertrand Tavernier en 2002. 
Dans le milieu des années 1970, une entreprise de mise hors d'eau prise en charge par l'État (ministère de la Culture) a eu pour objet la réfection de 433 m2 de toiture. Ces travaux publics n'ont pas été menés à terme conformément à l'engagement initial convenu et ont causé l'effondrement des plafonds et planchers de la tour du château.
En 2016, après un siècle d'abandon, les nouveaux propriétaires, Séverine et Cédric Mignon, entreprennent un important programme de restauration destiné à sauver le château de la ruine.
En 2017, le château, ses douves, les écuries, granges, clos médiéval et pigeonnier sont classés monuments historiques. Fin 2017, le château de Meauce reçoit deux prix pour encourager le sauvetage du château, un prix des Vieilles maisons françaises (VMF) et un prix de la Fondation pour les Monuments Historiques.
Le château dispose d'une importante communauté sur les réseaux sociaux et fait l'objet d'un suivi particulier par les médias (émission Visites privées de Stéphane Bern en 2017, Des racines et des ailes  le 21 février 2018, et Un Village en Bourgogne  sur France 3, au journal de 20 heures sur TF1 notamment). Une association de plus de 450 membres permet au château de retrouver une vie sociale et culturelle importante, avec près de 6 500 personnes accueillies en 2017.
Un rapport d'expertise est établi par l'INRAP à la suite de la demande de raccordement sanitaire du château au domaine public. 
En 2018, le château de Meauce est retenu dans la 1re liste des monuments en péril dans le cadre de la Mission Bern.
En 2020, le plan de relance dans le cadre de la COVID soutient les travaux du pigeonnier, d'une des deux granges et la fin de la restauration du château, dont une frise aux blasons de 1582 et six cheminées, dont une monumentale de la fin du XVe siècle, classée dès 1923. Un bulletin d'information donne un reflet des travaux en cours.